# Карл Брантнер
Карл Брантнер (нім. Karl Brantner; 6 березня 1885, Гроссфельд, Моравія — 2 квітня 1955, Відень) — австро-угорський, австрійський і німецький офіцер, генерал-майор запасу вермахту.

## Біографія
18 серпня 1906 року вступив у австро-угорську армію. Учасник Першої світової війни, після завершення якої продовжив службу в австрійській армії. З 1 червня 1935 року — начальник штабу Швидкої дивізії. Після аншлюсу автоматично перейшов у вермахт. 31 березня 1938 року переведений в штаб 4-ї легкої дивізії. 31 березня 1939 року вийшов у відставку.

## Звання
- Лейтенант (18 серпня 1906)
- Оберлейтенант
- Ротмістр (1 листопада 1916)
- Майор (1 червня 1921)
- Оберстлейтенант (10 лютого 1931)
- Оберст (16 травня 1934)
- Генерал-майор запасу (31 березня 1939)

## Нагороди
- Ювілейний хрест
- Пам'ятний хрест 1912/13
- Медаль «За військові заслуги» (Австро-Угорщина)
  - бронзова з мечами
  - срібна
- Хрест «За військові заслуги» (Австро-Угорщина) 3-го класу з військовою відзнакою і мечами
- Орден Залізної Корони 3-го класу з військовою відзнакою і мечами — нагороджений тричі.
- Військовий Хрест Карла
- Залізний хрест 2-го класу
- Пам'ятна військова медаль (Австрія) з мечами
- Хрест «За вислугу років» (Австрія) 2-го класу для офіцерів (25 років)
- Орден Заслуг (Австрія), лицарський хрест 1-го класу
- Хрест «За військові заслуги» (Австрія) 3-го класу (7 січня 1938)
- Почесний хрест ветерана війни з мечами
- Медаль «За вислугу років у Вермахті» 4-го, 3-го, 2-го і 1-го класу (25 років)